# Specialisatie
Specialisatie is het zich toeleggen op iets specifieks. Dit kan op verschillende gebieden:
In de studie wordt een specifieke afstudeerrichting ook wel een specialisatie genoemd. Zo heeft men bijvoorbeeld in de medische wetenschap vele medisch specialismen.   
Met de industriële revolutie is in de economie een vergaande arbeidsdeling doorgevoerd. Een specifiek beroep wordt ook wel een specialisatie genoemd.  
In de onderneming is het verkleinen van het assortiment dus het tegenovergestelde van parallellisatie. Een bedrijf concentreert zich dus op de verkoop of productie van een kleiner assortiment goederen. Bijvoorbeeld een snoepwinkel die alleen nog maar drop gaat verkopen en alle andere soorten snoep afstoot. 
In de biologie heeft specialisatie verschillende betekenissen, waaronder adaptatie van organen en adaptatie van organismen aan een habitat of ecologische niche.